# Бринцио
Бринцио (итал. Brinzio) је насеље у Италији у округу Варезе, региону Ломбардија.
Према процени из 2011. у насељу је живело 870 становника. Насеље се налази на надморској висини од 500 м.

## Становништво
| 1931. | 1936. | 1951. | 1961. | 1971. | 1981. | 1991. | 2001. | 2011. |
| ----- | ----- | ----- | ----- | ----- | ----- | ----- | ----- | ----- |
| 492   | 421   | 516   | 527   | 606   | 630   | 731   | 804   | 873   |